# Punta Yalkubul
Punta Yalkubul es un pequeño cabo en el que se encuentra el vértice del litoral norte de la península de Yucatán (de donde su importancia para la navegación), ubicado al noreste del estero El Islote, en el municipio de Dzilam de Bravo, Yucatán, México. A 10 km de distancia se encuentran las llamadas Bocas de Dzilam.

## Puntas
En la Península de Yucatán el término Punta se utiliza para designar las formaciones que configuran el litoral. 

"Por su morfología es posible distinguir dos tipos de Puntas: los extremos del cordón litoral que señalan las entradas de mar hacia los esteros y, por otro lado, las salientes de tierra hacia el mar, sean arenosas o pétreas, y que marcan un cambio de dirección en el trazo de la línea del litoral".